# Lycium sokotranum
Lycium sokotranum är en potatisväxtart som beskrevs av Wagner och Vierh. Lycium sokotranum ingår i släktet bocktörnen, och familjen potatisväxter. Inga underarter finns listade i Catalogue of Life.